# Genius & Friends
Genius & Friends é o quinquagésimo terceiro álbum de estúdio e primeiro álbum póstumo do músico norte-americano Ray Charles, morto em 10 de Junho de 2004 no bairro californiano de Beverly Hills, Estados Unidos. Genius & Friends foi lançado mundialmente em 20 de Setembro de 2005 pela editora discográfica Rhino Records.

## Faixas
1. "All I Want to Do" (Walden/McKinney) com Angie Stone
2. "You Are My Sunshine" (Davis/Mitchell) com Chris Isaak
3. "It All Goes By So Fast" (Ken Hirsch/Levy) com Mary J. Blige
4. "You Were There" com Gladys Knight
5. "Imagine" (Lennon) com Ruben Studdard e The Harlem Gospel Singers
6. "Compared to What" (Gene McDaniels) com Leela James
7. "Big Bad Love" (Tyrell/Tyrell/Sample) com Diana Ross
8. "I Will Be There" (Walden/Dakota) com Idina Menzel
9. "Blame It on the Sun" (Wonder/Wright) com George Michael
10. "Touch" (Walden/Brooks/McKinney) com John Legend
11. "Shout" (Walden/Hilden) com Patti LaBelle e os cantores Andrae Crouch
12. "Surrender to Love" com Laura Pausini
13. "Busted" (ao vivo) (Howard) com Willie Nelson
14. "America the Beautiful" (Bates/Ward) com Alicia Keys